# Andreapol'sky (huyện)
Huyện Andreapol'sky (tiếng Nga: ? райо́н) là một huyện hành chính tự quản (raion), của Tỉnh Tver, Nga. Huyện có diện tích 3042 kilômét vuông. Trung tâm của huyện đóng ở Andreapol.